# Chamaecytisus pseudorochelii
Chamaecytisus pseudorochelii là một loài thực vật có hoa trong họ Đậu. Loài này được (Simonk.) Pifkó mô tả khoa học đầu tiên năm 2005.